# Harbert Harberts
Harbert Harberts (* 26. Dezember 1846 in Emden; † 1. Oktober 1895 in Hamburg) war ein deutscher Journalist und Autor.

## Leben

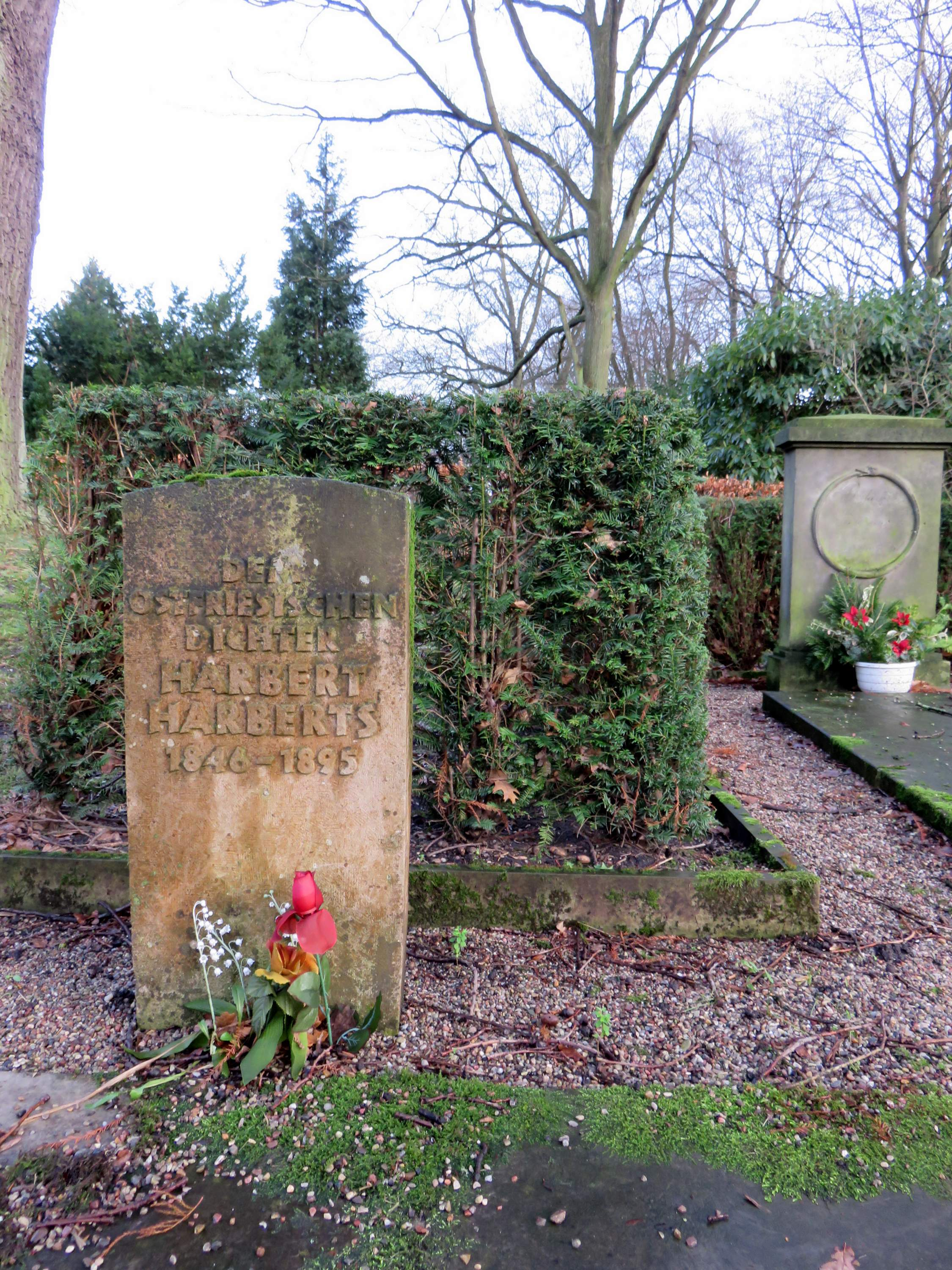
Grabstein für Harberts auf dem Ohlsdorfer Friedhof

Harbert Dirks Harberts studierte in Bonn Geschichte, Literatur und Kunstgeschichte. Danach arbeitete er ein Jahr lang in Den Haag als Lehrer. Dann war er Redakteur in Breslau, später in Hamburg. 1886 gründete Harberts die Lustigen Blätter, die 1887 nach Berlin verlegt wurden.
Harberts schied 1895 in Hamburg durch Suizid aus dem Leben und wurde bei Kapelle 3 auf dem Ohlsdorfer Friedhof beigesetzt. Sein Grab besteht heute nicht mehr, jedoch wurde zu seinem Gedenken ein Grabstein nahe dem T-Teich aufgestellt.

## Werke (Auswahl)
- Ueber dies und über das. Kleine Geschichten und allerhand Plauderkram. `Leipzig 1863
- Wilde Ranken. Gedichte. Emden 1867
- Clara Horn. Ein Charakterbild ihres Lebens und Wirkens. Hamburg 1884 (Digitalisat Universität Hamburg)
- Rote Rosen. Neue Gedichte. Hamburg 1884
- An de Woterkant.  16 Bilder hamburgischen Volkslebens nach Zeichnungen von Carl Schildt, mit erläuterndem Text. Hamburg 1885, Neudr. 2017
- Geschichte der Hamburger Choleraepidemie von 1892. Nach den Quellen geschildert. Hamburg 1892 (Digitalisat Universität Hamburg)